# Cosoirado
Cosoirado (oficialmente Santa María de Cosoirado) es una parroquia española del municipio de Moraña, perteneciente a la provincia de Pontevedra, en la comunidad autónoma de Galicia.

## Historia
Hacia mediados del siglo XIX, el lugar, por entonces referido como una feligresía, tenía contabilizada una población de 126 habitantes. Aparece descrito en el séptimo volumen del Diccionario geográfico-estadístico-histórico de España y sus posesiones de Ultramar de Pascual Madoz con las siguientes palabras:

COISORADO (Sta. Maria): felig. en la prov. de Pontevedra (3 leg.), part. jud. de Caldas de Reyes (1 1/2), dióc. de Santiago (6), ayunt. de Moraña (1/4): sit. á la falda de los montes llamados Mayor y Castelo en un suave declive; donde la combaten todos los vientos, menos el del O.: el clima es muy templado, y las enfermedades comunes reumos y pleuresias. Tiene 29 casas en el mencionado l. de su nambre y 2 en el inmediato de Cartamil, y 2 fuentes de muy buenas aguas para surtido del vecindario. La igl. parr. dedicada á Ntra. Sra. está servida por un cura de provision ordinaria en concurso. Confina el térm. N. con las felig. de Campo y Moraña; E. las de Fragas y Amil; S. esta última, y O. la de Moraña. El terreno en lo general es montuoso, elevándose por la parte del NE. una pequeña cord. llamada de Agueiros, la cual une al monte Cadabo con el de Acibal; se cria en ella tojo, matorrales y abundancia de pastos; viéndose en diferentes puntos algun arbolado de robles y castaños. En la parte mas alta tienen principio dos de los riach. que forman el r. Amejeiras, el que despues de un corto espacio se une al r. Umia mas abajo de la v. de Caldas. Los caminos son locales, estrechos y de penoso tránsito: el correo se recibe en Caldas. prod.: poco trigo, centeno, maiz, habichuelas y patatas: mantiene ganado vacuno, de cerda, lanar y cabrio: hay caza de liebres, conejos y perdices. ind.: ademas de la agrícola existen algunos molinos harineros. pobl.: 29 vec., 126 alm. contr.: con su ayunt. (V.)
(Madoz, 1847, p. 143)

En 2022, tenía empadronados 47 habitantes.

## Patrimonio
Hay en la parroquia una iglesia de Santa María.